# 24 februari
24 februari är den 55:e dagen på året i den gregorianska kalendern. Det återstår 310 dagar av året (311 under skottår). Tidigare inföll skottdagen denna dag i Finland och Sverige, men efter 1996 ändrades detta, så att den från och med 2000 infaller den 29 februari.

## Återkommande bemärkelsedagar

### Nationaldagar
- Estland (till minne av självständigheten från Ryssland 1918)

### Övrigt
- Sverigefinnarnas dag (Carl Axel Gottlunds födelsedag)

## Namnsdagar

### I den svenska almanackan
- Nuvarande – Mattias och Mats
- Föregående i bokstavsordning
  - Mats – Namnet infördes på dagens datum 1986 och har funnits där sedan dess.
  - Matti – Namnet infördes på dagens datum 1986, men utgick 1993.
  - Mattias – Namnet har funnits på dagens datum sedan gammalt, till minne av en av Jesu lärjungar, och har inte flyttats.
  - Skottdagen – Fram till 1996 lades skottdagen in denna dag vart fjärde år, vilket innebar, att namnsdagarna 24-28 februari då försköts till 25-29 februari. Sedan år 2000 har skottdagen dock flyttats till 29 februari.
- Föregående i kronologisk ordning
  - Före 1901 – Mattias och (vart fjärde år) Skottdagen
  - 1901–1985 – Mattias och (vart fjärde år) Skottdagen
  - 1986–1992 – Mattias, Mats och Matti samt (vart fjärde år) Skottdagen
  - 1993–1999 – Mattias och Mats samt (vart fjärde år) Skottdagen
  - 2000 – Mattias och Mats
  - Från 2001 – Mattias och Mats
- Källor
  - Brylla, Eva (red.): Namnlängdsboken, Norstedts ordbok, Stockholm, 2000. ISBN 91-7227-204-X
  - af Klintberg, Bengt: Namnen i almanackan, Norstedts ordbok, Stockholm, 2001. ISBN 91-7227-292-9
- När skottdagen låg den 24 februari (fram till 1999) försköts dagens namn till den 25 februari under skottår.

### Finlandssvenska almanackan
- Nuvarande från 2025[2] – Mattias, Mats, Matteo
- I föregående revideringar[a][3]
  - 1929–1949 – Mattias, Mats (vart fjärde år Skottdagen)
  - 1950–1988 – Matias, Mats (vart fjärde år Skottdagen)
  - 1989–1994 – Mattias, Matts, Mats (vart fjärde år Skottdagen)
  - 1995–1999 – Mattias, Mats (vart fjärde år Skottdagen)
  - 2000–2024 – Mattias, Mats

## Händelser
- 1389 – Under det pågående svenska avsättningskriget mot Albrekt av Mecklenburg, som utbröt året före, vinner drottning Margaretas trupper en avgörande seger över kung Albrekts här i slaget vid Åsle i närheten av nuvarande Falköping i Västergötland. Albrekt blir därigenom avsatt av Margareta, som utropas till ”Sveriges fullmäktiga fru och husbonde” (alltså regerande drottning). Eftersom hon redan är regerande drottning av Danmark och Norge förenas därför hela Norden i personalunion, som 1397 ombildas till realunion, då Kalmarunionen formellt upprättas.
- 1457 – Den svenske kungen Karl Knutsson blir avsatt genom det uppror mot honom, som leds av ärkebiskop Jöns Bengtsson. Medan kungen går i landsflykt till Danzig, där han kommer att stanna till 1464, blir ärkebiskopen tillsammans med Erik Axelsson svensk riksföreståndare, i väntan på att man ska kunna välja den dansk-norske unionskungen Kristian I till kung även i Sverige och på så vis återupprätta Kalmarunionen, vilket sker till sommaren samma år.
- 1607 – Claudio Monteverdis musikaliska verk L’Orfeo, som bygger på den grekiska legenden om Orfeus och Eurydike och som anses som världens första stora opera, uruppförs i den norditalienska staden Mantua.
- 1645 – Den svenska hären under Lennart Torstenson besegrar den tysk-romerske kejsarens trupper under Melchior von Hatzfeldt i slaget vid Jankov, ungefär fem mil sydöst om Prag, vilket blir ett av de blodigaste slagen under trettioåriga kriget.
- 1910 – De 19 medlemmarna i ungdomsbollklubben Bollklubben Idrott grundar Malmö fotbollförening (Malmö FF) med Werner Mårtensson som förste ordförande.
- 1918 – Estland förklarar sig självständigt från Ryssland, vilket blir första gången någonsin som landet uppnår självständighet.[4] Trots att landet ockuperas av Sovjet 1940 och förblir sovjetrepublik fram till 1991 är det denna dag, som än idag är landets nationaldag.
- 1933 – Det svenska Riksförbundet för sexuell upplysning (RFSU), grundas i Stockholm, med syfte att sprida information om sexualitet och samlevnad. En av förbundets viktigaste frågor är rätten till fri abort.
- 1938 – Det amerikanska kemiföretaget DuPont i New Jersey börjar tillverka tandborstar av nylon, vilket blir den första handelsvaran av detta material.
- 1942 – I en samlad aktion lägger samtliga Norges biskopar ner sina ämbeten i protest mot den tyska ockupationen av landet, som har varat sedan 9 april 1940.
- 1946 – Juan Perón, som har varit Argentinas arbetsminister sedan 1943, vinner det argentinska presidentvalet med 53,1 %. Den 4 juni tillträder han presidentposten, som han innehar till 1955.
- 1992 – Sveriges riksbank ger ut en ny sedel i valören 20 kronor, med ett porträtt av författaren Selma Lagerlöf på framsidan och en vy från hennes bok Nils Holgerssons underbara resa genom Sverige på baksidan. Sedeln, som i folkmun snabbt får benämningen ”tjuga”, är från början 130 millimeter lång och 72 millimeter hög, men 1997 minskas formatet till 120x67 millimeter, eftersom synskadade har klagat på risken att förväxla sedeln med hundralappar.
- 2008 – Raúl Castro blir Kubas president efter Fidel Castro.
- 2009 – Den svenska kronprinsessan Victoria eklaterar sin förlovning med pojkvännen Daniel Westling på Stockholms slott. De gifter sig den 19 juni året därpå.
- 2011 – Rymdfärjan Discovery skjuts upp på uppdrag STS-133.[5]
- 2022 – Ryssland invaderar Ukraina.

## Födda
- 1463 – Giovanni Pico della Mirandola, italiensk humanist och filosof
- 1500 – Karl V, tysk-romersk kejsare 1519–1556 samt kung av Kastilien 1506–1556 och av Aragonien 1516–1555
- 1536 – Clemens VIII, född Ippolito Aldobrandini, påve 1592–1605
- 1547 – Juan de Austria, spansk ståthållare i Nederländerna
- 1557 – Mattias, tysk-romersk kejsare
- 1597 – Vincent Voiture, fransk författare
- 1613 – Mattia Preti, italiensk barockmålare
- 1619
  - Gustaf Adolf Levenhaupt, svensk militär, riksråd, fältmarskalk och generalguvernör
  - Charles Le Brun, fransk målare
- 1741 – Johan Henrik Hästesko, svensk överste, deltagare i Anjalaförbundet
- 1746 – Uno von Troil, svensk kyrkoman, ärkebiskop i Uppsala stift 1786–1803
- 1786
  - Martin W. Bates, amerikansk politiker, senator för Delaware 1857–1859
  - Wilhelm Grimm, tysk språkforskare och professor, mest känd för att tillsammans med sin bror Jacob ha samlat in tyska folksagor
- 1796 – Carl Axel Gottlund, finländsk folklivsforskare och fennoman
- 1802 – Wilson Shannon, amerikansk demokratisk politiker, guvernör i Ohio 1838–1840 och 1842–1844
- 1811 – Henry Smith Lane, amerikansk politiker, guvernör i Indiana 14–16 januari 1861 och senator för samma delstat 1861–1867
- 1816 – Timothy O. Howe, amerikansk politiker och jurist, senator för Wisconsin 1861–1879, USA:s postminister 1881–1883
- 1831 – Leo von Caprivi, tysk militär och politiker, Tysklands rikskansler 1890–1894
- 1841 – Levi K. Fuller, amerikansk republikansk politiker och uppfinnare, guvernör i Vermont 1892–1894
- 1860 – Anders Pers, svensk politiker, folkpartist
- 1864 – Umberto Cagni, italiensk polarfarare och sjömilitär
- 1875 – Konstantin Hierl, tysk nazistisk politiker, ledare för Reichsarbeitsdienst
- 1885 – Chester W. Nimitz, amerikansk amiral
- 1887 – Martin Sterner, svensk skådespelare och teaterledare
- 1889 – Carl-Ernfrid Carlberg, svensk nazistisk officer och olympisk guldmedaljör i gymnastik
- 1901 – Einar Beyron, svensk operasångare, sångtextförfattare och teaterregissör
- 1908 – Telford Taylor, amerikansk jurist
- 1910 – Marianne Löfgren, svensk skådespelare
- 1921
  - Ingvar Lidholm, svensk kompositör, medlem av Måndagsgruppen
  - Carl-Gustaf Lindstedt, svensk skådespelare och komiker
  - Abe Vigoda, amerikansk skådespelare
- 1924 – Teresa Bracco, italiensk saligförklarad jungfrumartyr
- 1927 – Stig Ramel, svensk affärsman och författare, vd för Nobelstiftelsen 1972–1992
- 1929 – Nils Petter Sundgren, svensk filmkritiker
- 1931 – James Abourezk, amerikansk demokratisk politiker, senator för South Dakota 1973–1979
- 1932
  - Michel Legrand, fransk kompositör
  - Zell Miller, amerikansk politiker, guvernör i Georgia 1991–1999 och senator för samma delstat 2000–2005
  - Hillevi Blylods, svensk operasångare
- 1934
  - Emelie Lagergren, svensk skådespelare
  - George Ryan, amerikansk republikansk politiker, guvernör i Illinois 1999–2003
- 1937 – Lars-Gunnar Björklund, svensk sportjournalist
- 1940
  - Inger Alfvén, svensk författare
  - Denis Law, brittisk fotbollsspelare
- 1942
  - Paul Jones, brittisk sångare, munspelare och skådespelare
  - Joseph Lieberman, amerikansk demokratisk politiker, senator 1989–2013, vicepresidentkandidat 2000
- 1944
  - Ivica Račan, kroatisk politiker
  - Nicky Hopkins, brittisk musiker och pianist
  - David Wineland, amerikansk fysiker, mottagare av Nobelpriset i fysik 2012
- 1947 – Edward James Olmos, amerikansk skådespelare
- 1948
  - Jayalalithaa Jayaram, indisk skådespelare och politiker
  - Per Unckel, svensk moderat politiker, Sveriges utbildningsminister 1991–1994, landshövding i Stockholms län
- 1949 – Hans V. Engström, svensk skådespelare
- 1951 – Hans Alexander Gerlanius, svensk konstnär
- 1954
  - Jim Borgman, amerikansk serietecknare
  - Roger Jouret, belgisk sångare med artistnamnet Plastic Bertrand
- 1955
  - Steve Jobs, amerikansk entreprenör och affärsman, grundare av Apple Computer, Inc.
  - Alain Prost, fransk racingförare, fyrfaldig världsmästare i Formel 1
- 1961 – Erna Solberg, norsk politiker, statsminister 2013–2021
- 1963 – Markus Mustajärvi, finländsk politiker
- 1964
  - Bill Bailey, brittisk komiker, skådespelare och musiker
  - Paul Bothén, svensk kompositör
  - Todd Field, amerikansk skådespelare, manusförfattare och regissör
- 1965 – Per Fosshaug, svensk bandyspelare och bandytränare
- 1966 – Billy Zane, amerikansk skådespelare
- 1967 – Brian Schmidt, australiensisk-amerikansk astrofysiker, mottagare av Nobelpriset i fysik 2011
- 1968 – Emanuele Naspetti, italiensk racerförare
- 1971 – Pedro de la Rosa, spansk racerförare
- 1972 – Chris Fehn, amerikansk musiker, trumslagare i gruppen Slipknot
- 1973 – Aleksej Kovaljov, rysk ishockeyspelare
- 1974 – Chad Hugo, amerikansk musikproducent och musiker i gruppen N.E.R.D
- 1975 – Juho Eerola, finländsk politiker
- 1978 – Shinya Terachi, japansk musiker, trumslagare i j-rockbandet Dir en grey
- 1980 – Anton Maiden, svensk musiker, känd för sina tolkningar av Iron Maiden
- 1981 – Lleyton Hewitt, australisk tennisspelare
- 1984 – Nicholas Saputra, indonesisk skådespelare
- 1986
  - Aleksandar Ivović, montenegrinsk vattenpolospelare
  - Linnéa Wikblad, svensk radioprogramledare
- 1987
  - Oskar Rollof, svensk simhoppare
  - Joona Räsänen, finländsk socialdemokratisk politiker
- 1989 – Trace Cyrus, amerikansk musiker och låtskrivare, sångare och gitarrist i gruppen Metro Station
- 1991 – Ilmari Nurminen, finländsk socialdemokratisk politiker
- 1994 – Jessica Pegula, amerikansk tennisspelare

## Avlidna
- 1684 – Ernst Johan Creutz den äldre, 64, svensk-finländsk friherre, ämbetsman och landshövding i Västmanlands län
- 1708 – Israel Holmström, 46, svensk ämbetsman och poet
- 1782 – Gabriel Falkenberg af Trystorp, 66, svensk friherre, ämbetsman och landshövding i Västmanlands län
- 1798 – Abraham Hülphers den yngre, 63, svensk skriftställare, topograf och genealog
- 1799 – Georg Christoph Lichtenberg, 56, tysk fysiker
- 1815 – Robert Fulton, 49, amerikansk ingenjör och uppfinnare
- 1852 – Ethan Allen Brown, 75, amerikansk jurist, politiker och diplomat, guvernör i Ohio 1818–1822
- 1862 – Bernhard Severin Ingemann, 72, dansk skald, författare och psalmförfattare
- 1881 – Matthew H. Carpenter, 56, amerikansk politiker, senator för Wisconsin 1869–1875 och sedan 1879
- 1884 – Otto Carlsund, 74, svensk industriman, ledare för Motala Verkstad
- 1886 – Reinhold Charpentier, 73, svensk politiker, ämbetsman och landshövding i Västmanlands län
- 1894 – Hans Jørgen Christian Aall, 87, norsk amtman
- 1899 – Axel Nyblæus, 77, svensk filosof
- 1925 – Hjalmar Branting, 64, svensk socialdemokratisk politiker, Socialdemokraternas partiledare sedan 1907, Sveriges statsminister 10 mars–27 oktober 1920, 1921–1923 och från 1924 till 24 januari detta år, mottagare av Nobels fredspris 1921
- 1947 – Tor Andræ, 61, biskop i Linköpings stift 1936–1947, statsråd 1936, ledamot av Svenska Akademien 1932–1947
- 1953
  - Robert M. La Follette Jr., 58, amerikansk politiker, senator för Wisconsin 1925–1947
  - Gerd von Rundstedt, 77, tysk generalfältmarskalk
- 1954 – Millan Fjellström, 71, svensk skådespelare
- 1962
  - Torsten Hammarén, 77, svensk skådespelare och teaterchef
  - Irving Ives, 66, amerikansk republikansk politiker, senator för New York 1947–1959
- 1967 – Franz Waxman, 60, tysk-amerikansk filmmusikkompositör
- 1972 – Sven Markelius, 82, svensk funkisarkitekt
- 1989 – Norris Cotton, 88, amerikansk republikansk politiker
- 1990 – Sandro Pertini, 93, italiensk politiker, president 1978–1985
- 1993 – Bobby Moore, 51, brittisk fotbollsspelare, VM-guld 1966
- 1994 – Dinah Shore, 76, amerikansk sångare och skådespelare
- 1996 – Peter Granberg, 67, svensk skådespelare och radioprogramledare
- 1998 – Miff Görling, 88, svensk kompositör, arrangör och musiker
- 2001 – Claude Shannon, 84, amerikansk ingenjör
- 2006 – Dennis Weaver, 81, amerikansk skådespelare
- 2008 – Larry Norman, 60, amerikansk sångare
- 2009 – Cecilia Nettelbrandt, 86, svensk jurist och folkpartistisk politiker
- 2010
  - Per Agne Erkelius, 74, svensk författare
  - Pekka Tarjanne, 72, finländsk politiker, Finlands trafikminister 1972–1975
- 2013
  - Valborg Segerhjelm, 91, svensk översättare och illustratör
  - Dave Charlton, 76, sydafrikansk racerförare
  - Ingrid Backlin, 92, svensk skådespelare
- 2014
  - Vasile Huțanu, 59, rumänsk ishockeyspelare
  - Carlos Páez Vilaró, 90, uruguayansk konstnär
  - Harold Ramis, 69, amerikansk skådespelare, regissör och manusförfattare
- 2019 – Hans Dahlberg, 88, svensk skådespelare, regissör, utrikesjournalist, TV-programledare, författare och översättare
- 2020
  - Olof Thunberg, 94, svensk regissör och skådespelare
  - Jahn Teigen, 70, norsk låtskrivare och musiker
- 2022 – Sally Kellerman, 84, amerikansk skådespelare
- 2023 – James Abourezk, 92, amerikansk demokratisk politiker, senator för South Dakota 1973–1979
- 2024
  - Gunnar Weman, 91, svensk kyrkoman, ärkebiskop i Uppsala stift 1993–1997
  - Patrick Cormack, 84, brittisk konservativ politiker, parlamentsledamot 1970–2010
- 2025 – Roberta Flack, 88, amerikansk sångerska

## Svenska kalendern
I den svenska kalendern fanns inte 18–28 februari år 1753.